# Kalkgruben
Kalkgruben (ungarisch Mészverem; kroatisch Koljingrob) ist eine Ortschaft und Katastralgemeinde der Marktgemeinde Weppersdorf im burgenländischen Bezirk Oberpullendorf in Österreich. Die Ortschaft hat 331 Einwohner (Stand 1. Jänner 2024). Kalkgruben war bis Ende 1970 eine eigenständige Gemeinde.

## Geografie
Durch den Ort fließt der Sieggrabenbach. Die Hügel von Kalkgruben sind Ausläufer des Ödenburger Gebirges.

### Nachbarorte
|                                         | Sieggraben (Bez. Mattersburg, Bgld.)                                          |                                         |
| Kobersdorf (Bez. Oberpullendorf, Bgld.) | Kompassrose, die auf Nachbargemeinden zeigt                                   | Lackenbach (Bez. Oberpullendorf, Bgld.) |
|                                         | Tschurndorf (Katastralgemeinde von Weppersdorf, Bezirk Oberpullendorf, Bgld.) |                                         |

## Geschichte
Kalkgruben dürfte um 1220 erstmals besiedelt worden sein. In der Schenkungsurkunde des ungarischen Königs Andreas II. an den Grafen Pousa (Sohn des Botus) wurde ein „anderes Dorf des Grafen Peter“ (alia villa comitis Petri) erwähnt. Auf dem Gebiet dieser Wüstung wurde Kalkgruben erst Jahrhunderte später als Ansiedlung gegründet.
Der Ort gehörte wie das gesamte Burgenland bis 1920/21 zu Ungarn (Deutsch-Westungarn). Ab 1898 musste aufgrund der Magyarisierungspolitik der Regierung in Budapest der ungarische Ortsname Mészverem verwendet werden. Nach Ende des Ersten Weltkriegs wurde nach zähen Verhandlungen Deutsch-Westungarn in den Verträgen von St. Germain und Trianon 1919 Österreich zugesprochen. Seit 1921 gehört Kalkgruben zum damals neu gegründeten Bundesland Burgenland (siehe auch Geschichte des Burgenlandes).
Am 1. Jänner 1971 wurde der Ort im Zuge des Gemeindestrukturverbesserungsgesetzes der burgenländischen Landesregierung mit den Ortschaften Tschurndorf und Weppersdorf zur neuen Gemeinde Weppersdorf zusammengelegt.

## Kultur und Sehenswürdigkeiten
- Friedenskirchlein: ökumenischer Sakralbau aus dem Jahr 1977, der von der evangelischen und katholischen Bevölkerung genutzt wird
- Kriegerdenkmal: 1956 vom Künstler Rudolf Kedl gestaltet

## Politik
Bürgermeister bis 1970
- 1937–1938 Gottlieb Unger
- 1950–1954 Josef Schuh